# Parchi nazionali del Giappone

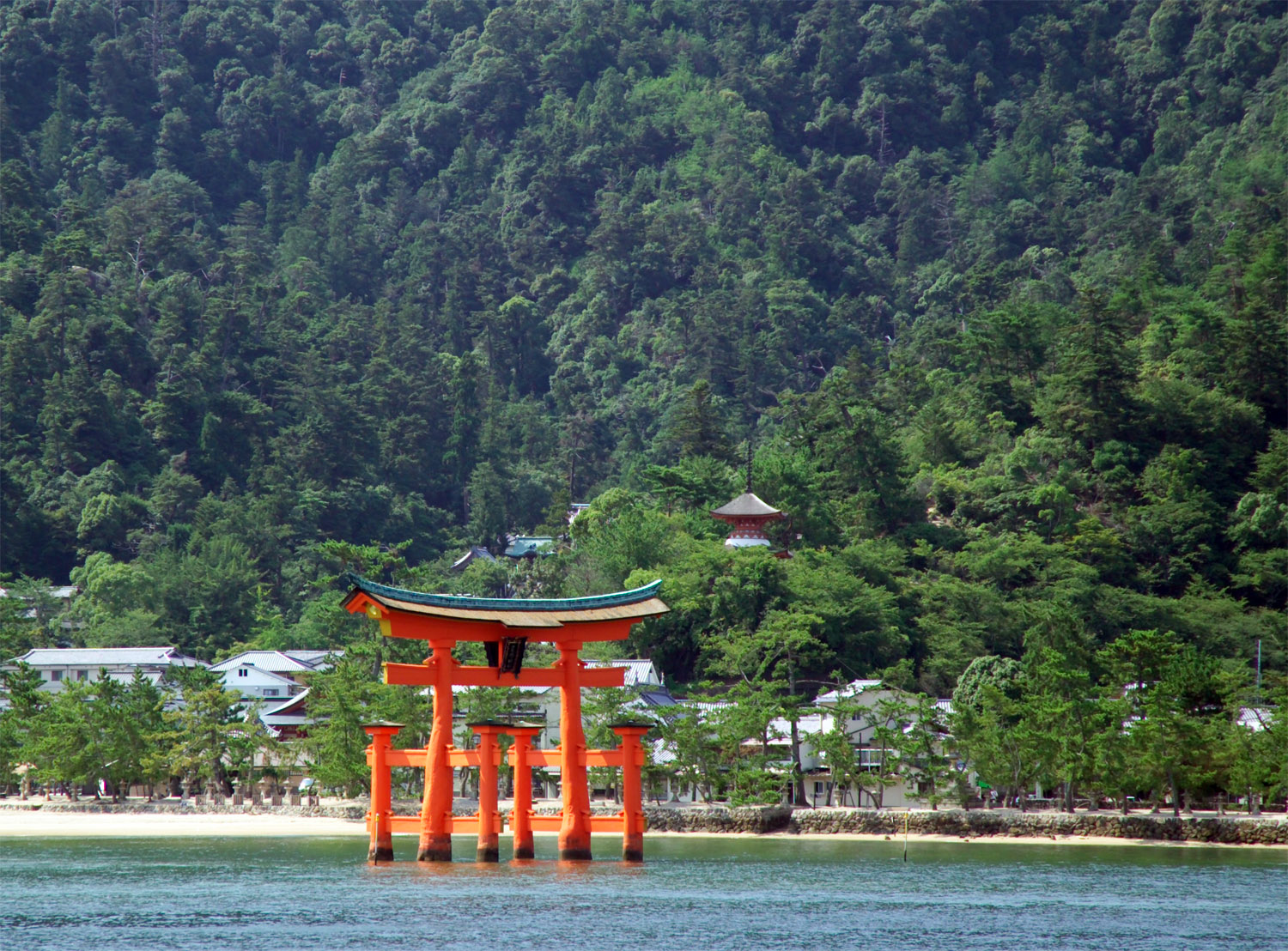
Itsukushima nel Parco nazionale di Setonaikai, il primo parco nazionale del Giappone, creato nel 1934

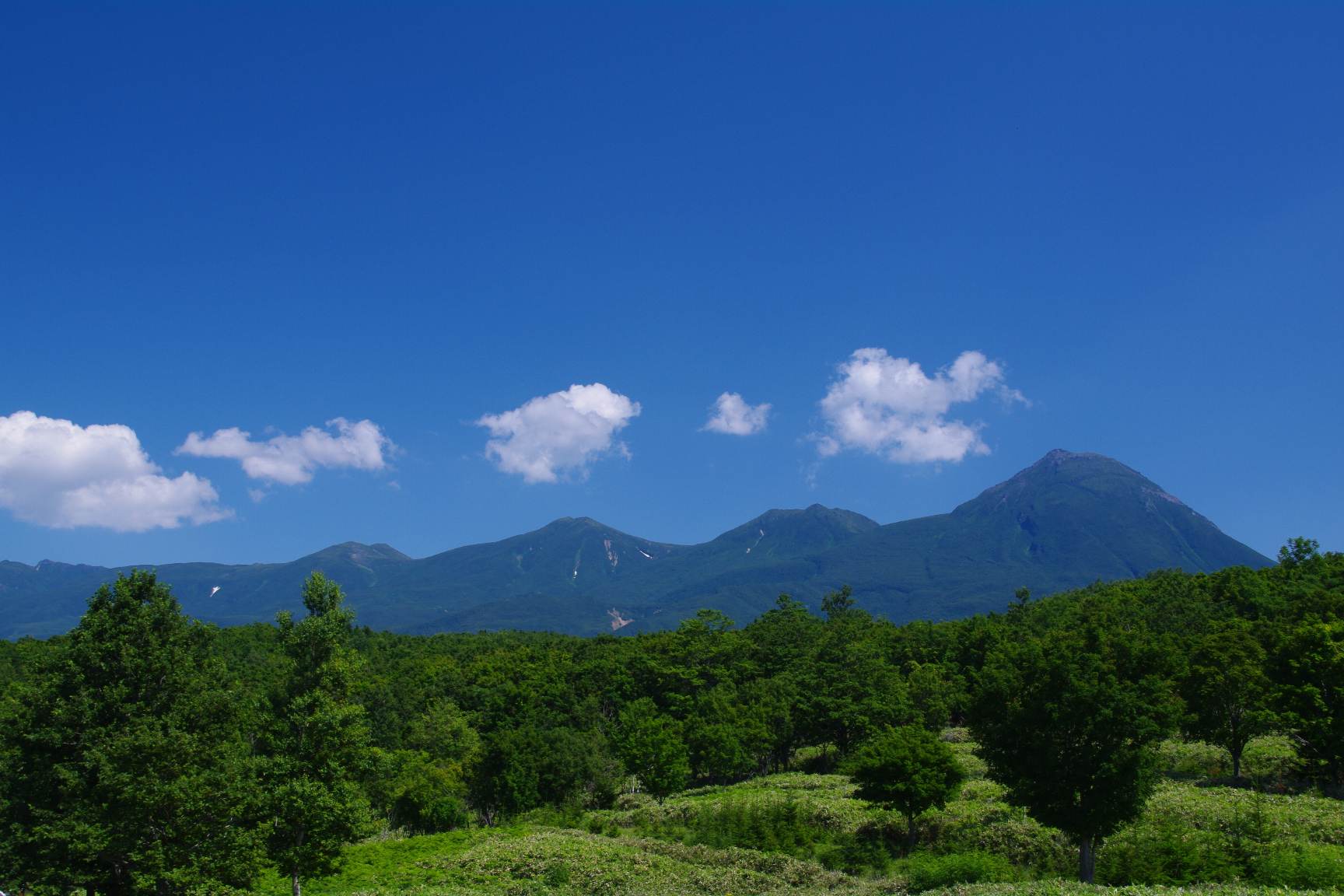
Vista dei 5 picchi del Parco nazionale Shiretoko in Hokkaido

I parchi nazionali (国立公園?, Kokuritsu Kōen) e parchi seminazionali (国定公園?, Kokutei Kōen) del Giappone sono luoghi di bellezza scenica designati dal Ministero dell'ambiente come zone protette e destinate all'utilizzo sostenibile. I parchi nazionali sono controllati e gestiti dal Ministero dell'ambiente, mentre i parchi seminazionali (detti anche "quasi nazionali"), leggermente più piccoli e meno rinomati, vengono gestiti direttamente dalle prefetture, sotto la supervisione del Ministero.

## Storia
Il Giappone ha stabilito il suo primo kōen (公園?), o parco pubblico, nel 1873 (Parco di Ueno). Nel 1911 i cittadini chiesero tramite una petizione che i anche i santuari e le foreste di Nikkō venissero messe sotto la protezione, e nel 1929 venne così fondata l'associazione dei parchi nazionali. Due anni dopo venne approvata la legge per la protezione dei parchi, e nel marzo 1934 vennero stabiliti i primi: Setonaikai, Unzen e Kirishima.
Attualmente (2017), in Giappone ci sono 34 parchi nazionali e 56 parchi seminazionali. L'area dei primi copre 21.898 km² (il 5,7% della superficie nazionale), mentre i secondi coprono 13.614 km² (il 3,6% del totale). Inoltre i 309 parchi prefetturali si sviluppano su un'area di 19.608 km² (il 5,2% del totale).

## Lista dei parchi nazionali
| Nome                                       | Istituzione | Regione          | Superficie [ha] | Posizione                                                         | Foto |
| ------------------------------------------ | ----------- | ---------------- | --------------- | ----------------------------------------------------------------- | ---- |
| Parco nazionale di Akan                    | 1934        | Hokkaidō         | 90.481          | Mappa di localizzazione: Giappone · Parchi nazionali del Giappone |      |
| Parco nazionale delle Alpi Meridionali     | 1964        | Chūbu            | 35.752          | Mappa di localizzazione: Giappone · Parchi nazionali del Giappone |      |
| Parco nazionale di Amami Guntō             | 2017        | Kyūshū           | 42.181          | Mappa di localizzazione: Giappone · Parchi nazionali del Giappone |      |
| Parco nazionale di Ashizuri-Uwakai         | 1972        | Shikoku          | 11.345          | Mappa di localizzazione: Giappone · Parchi nazionali del Giappone |      |
| Parco nazionale di Aso Kujū                | 1934        | Kyūshū           | 72.678          | Mappa di localizzazione: Giappone · Parchi nazionali del Giappone |      |
| Parco nazionale di Bandai-Asahi            | 1950        | Tōhoku           | 186.389         | Mappa di localizzazione: Giappone · Parchi nazionali del Giappone |      |
| Parco nazionale di Chichibu-Tama-Kai       | 1950        | Kantō            | 126.259         | Mappa di localizzazione: Giappone · Parchi nazionali del Giappone |      |
| Parco nazionale di Chūbu-Sangaku           | 1934        | Chūbu            | 174.323         | Mappa di localizzazione: Giappone · Parchi nazionali del Giappone |      |
| Parco nazionale di Daisen-Oki              | 1936        | Chūgoku          | 35.353          | Mappa di localizzazione: Giappone · Parchi nazionali del Giappone |      |
| Parco nazionale di Daisetsuzan             | 1934        | Hokkaidō         | 226.764         | Mappa di localizzazione: Giappone · Parchi nazionali del Giappone |      |
| Parco nazionale di Fuji-Hakone-Izu         | 1936        | Kantō            | 121.695         | Mappa di localizzazione: Giappone · Parchi nazionali del Giappone |      |
| Parco nazionale di Hakusan                 | 1962        | Chūbu            | 11.345          | Mappa di localizzazione: Giappone · Parchi nazionali del Giappone |      |
| Parco nazionale di Iriomote-Ishigaki       | 1972        | Kyūshū           | 40.653          | Mappa di localizzazione: Giappone · Parchi nazionali del Giappone |      |
| Parco nazionale di Ise-Shima               | 1946        | Kinki            | 55.544          | Mappa di localizzazione: Giappone · Parchi nazionali del Giappone |      |
| Parco nazionale di Jōshin'etsu-kōgen       | 1949        | Kantō            | 148.194         | Mappa di localizzazione: Giappone · Parchi nazionali del Giappone |      |
| Parco nazionale di Kerama Shotō            | 2014        | Kyūshū           | 3520            | Mappa di localizzazione: Giappone · Parchi nazionali del Giappone |      |
| Parco nazionale di Kirishima-Yaku          | 1934        | Kyūshū           | 36.586          | Mappa di localizzazione: Giappone · Parchi nazionali del Giappone |      |
| Parco nazionale di Kushiro-shitsugen       | 1987        | Hokkaidō         | 28.788          | Mappa di localizzazione: Giappone · Parchi nazionali del Giappone |      |
| Parco nazionale di Myōkō-Togakushi Renzan  | 2015        | Chūbu            | 39.772          | Mappa di localizzazione: Giappone · Parchi nazionali del Giappone |      |
| Parco nazionale di Nikkō                   | 1934        | Kantō            | 114.908         | Mappa di localizzazione: Giappone · Parchi nazionali del Giappone |      |
| Parco nazionale di Ogasawara               | 1972        | Kantō            | 6629            | Mappa di localizzazione: Asia · Parchi nazionali del Giappone     |      |
| Parco nazionale di Oze                     | 1972        | Tōhoku           | 37.200          | Mappa di localizzazione: Giappone · Parchi nazionali del Giappone |      |
| Parco nazionale di Rishiri-Rebun-Sarobetsu | 1974        | Hokkaidō         | 24.166          | Mappa di localizzazione: Giappone · Parchi nazionali del Giappone |      |
| Parco nazionale di Saikai                  | 1955        | Kyūshū           | 24.646          | Mappa di localizzazione: Giappone · Parchi nazionali del Giappone |      |
| Parco nazionale di San'in Kaigan           | 1936        | Kinki            | 8783            | Mappa di localizzazione: Giappone · Parchi nazionali del Giappone |      |
| Parco nazionale di Sanriku Fukkō           | 1955        | Tōhoku           | 28.537          | Mappa di localizzazione: Giappone · Parchi nazionali del Giappone |      |
| Parco nazionale di Setonaikai              | 1934        | Chūgoku, Shikoku | 67.242          | Mappa di localizzazione: Giappone · Parchi nazionali del Giappone |      |
| Parco nazionale di Shikotsu-Tōya           | 1949        | Hokkaidō         | 99.473          | Mappa di localizzazione: Giappone · Parchi nazionali del Giappone |      |
| Parco nazionale di Shiretoko               | 1964        | Hokkaidō         | 38.636          | Mappa di localizzazione: Giappone · Parchi nazionali del Giappone |      |
| Parco nazionale di Towada-Hachimantai      | 1936        | Tōhoku           | 85.534          | Mappa di localizzazione: Giappone · Parchi nazionali del Giappone |      |
| Parco nazionale di Unzen-Amakusa           | 1934        | Kyūshū           | 28.279          | Mappa di localizzazione: Giappone · Parchi nazionali del Giappone |      |
| Parco nazionale di Yakushima               | 2012        | Kyūshū           | 24.566          | Mappa di localizzazione: Giappone · Parchi nazionali del Giappone |      |
| Parco nazionale di Yanbaru                 | 2016        | Kyūshū           | 13.622          | Mappa di localizzazione: Giappone · Parchi nazionali del Giappone |      |
| Parco nazionale di Yoshino-Kumano          | 1936        | Kinki            | 61.406          | Mappa di localizzazione: Giappone · Parchi nazionali del Giappone |      |
| Totale:                                    |             |                  | 2.189.804       |                                                                   |      |

## Lista dei parchi seminazionali

### Hokkaidō
- Parco seminazionale di Abashiri
- Parco seminazionale di Hidaka Sanmyaku-Erimo
- Parco seminazionale di Niseko-Shakotan-Otaru Kaigan
- Parco seminazionale di Ōnuma
- Parco seminazionale di Shokanbetsu-Teuri-Yagishiri

### Tohoku
- Parco seminazionale di Shimokita Hanto
- Parco seminazionale di Tsugaru
- Parco seminazionale di Hayachine
- Parco seminazionale di Kurikoma
- Parco seminazionale di Minami-Sanriku Kinkazan
- Parco seminazionale di Zaō
- Parco seminazionale di Oga
- Parco seminazionale di Chōkai

### Kantō
- Parco seminazionale di Suigō-Tsukuba
- Parco seminazionale di Minami Bōsō
- Parco seminazionale di Meiji no Mori Takao
- Parco seminazionale di Tanzawa-Ōyama

### Chūbu
- Parco seminazionale di Echigo Sanzan-Tadami
- Parco seminazionale di Myōgi-Arafune-Saku Kōgen
- Parco seminazionale di Sado-Yahiko-Yoneyama
- Parco seminazionale di Noto Hantō
- Parco seminazionale di Echizen-Kaga Kaigan
- Parco seminazionale di Yatsugatake-Chūshin Kōgen
- Parco seminazionale ei Tenryū-Okumikawa
- Parco seminazionale di Ibi-Sekigahara-Yōrō
- Parco seminazionale di Hida-Kisogawa
- Parco seminazionale di Aichi Kōgen
- Parco seminazionale di Mikawa Wan

### Kansai
- Parco seminazionale di Suzuka
- Parco seminazionale di Wakasa Wan
- Parco seminazionale di Tango-Amanohashidate-Ōeyama
- Parco seminazionale di Biwako
- Parco seminazionale di Murō-Akame-Aoyama
- Parco seminazionale di Kongō-Ikoma-Kisen
- Parco seminazionale di Yamato-Aogaki
- Parco seminazionale di Kōya-Ryūjin
- Parco seminazionale di Meiji no Mori Minō

### Chūgoku e Shikoku
- Parco seminazionale di Hyōnosen-Ushiroyama-Nagisan
- Parco seminazionale di Hiba-Dōgo-Taishaku
- Parco seminazionale di Nishi-Chūgoku Sanchi
- Parco seminazionale di Kita Nagato Kaigan
- Parco seminazionale di Akiyoshidai
- Parco seminazionale di Tsurugisan
- Parco seminazionale di Muroto-Anan Kaigan
- Parco seminazionale di Ishizuchi

### Kyūshū
- Parco seminazionale di Kitakyūshū
- Parco seminazionale di Genkai
- Parco seminazionale di Yaba-Hita-Hikosan
- Parco seminazionale di Iki-Tsushima
- Parco seminazionale di Kyūshū Chūō Sanchi
- Parco seminazionale di Nippō Kaigan
- Parco seminazionale di Sobo Katamuki
- Parco seminazionale di Nichinan Kaigan
- Parco seminazionale di Okinawa Kaigan
- Parco seminazionale di Okinawa Senseki